# 维利切·苏穆利科斯基
维利切·苏穆利科斯基（Величе Шумуликоски，1981年4月24日—），是一名马其顿已退役职业足球运动员，足球教练，司职中场。现在效力于捷克足球甲级联赛球队斯洛瓦茨科。马其顿球迷经常将他和斯蒂芬·杰拉德相提并论，并称他为“巴尔干的杰拉德”。

## 俱乐部生涯
苏穆利科斯基在斯洛文尼亚足球甲级联赛球队NK采列开始职业足球生涯，之后曾先后效力于捷克的斯洛瓦茨科、俄罗斯的圣彼得堡泽尼特以及土耳其球队布尔萨体育。
2008年1月29日，英格兰足球冠军联赛球队伊普斯维奇以60万欧元（附加条款可达100万欧元）的身价从布尔萨体育签入苏穆利科斯基。苏穆利科斯基在1月30日拿到英格兰劳工许可证，但由于土耳其足协的拖延，直到2月2日才拿到国际转会证明。2月3日，他在伊普斯维奇2比1击败谢菲尔德周三替补出场，第一次代表球队亮相。 2月16日，他在第四次出场打进在英格兰的首个进球，帮助伊普斯维奇主场2比1战胜布莱克浦。
2009年8月4日，苏穆利科斯基以40万欧元的身价转会另一支英冠球队普雷斯顿。虽然他和普雷斯顿签约三年，但仅在联赛中为球队出场15次，包括9次首发。2009年12月，达伦·弗格森接替阿兰·埃尔文成为普雷斯顿主教练后，苏穆利科斯基就再也没有得到任何出场机会。2010年5月，普雷斯顿同意苏穆利科斯基提出的提前解除合同要求。之后他曾经到英冠升班马利兹联和水晶宫试训，但没有得到合同。2010年8月，苏穆利科斯基转投俄罗斯足球超级联赛球队新西伯利亚。虽然新西伯利亚在2010赛季以联赛最后一名的成绩降级到俄甲联赛，但苏穆利科斯基依然选择留守，并在2011赛季前被选为球队队长。
2012年2月，苏穆利科斯基转会加盟中国足球超级联赛球队天津泰达， 注册名为舒米。2012赛季结束后，苏穆利科斯基和天津泰达解约。2013年4月，他以自由球员的身份回到捷克甲级球队斯洛瓦茨科。

## 国家队生涯
2002年，苏穆利科斯基首次代表马其顿国家队出场。